# Prosperous
Prosperous (deutsch: erfolgreich, irisch An Chorrchoill, zu Deutsch „angenehmer Wald“ oder aber „Wald auf einem kleinen Hügel“) ist ein Dorf im irischen County Kildare an der Grenze zum County Offaly. Laut der Volkszählung von 2022 hat Prosperous 2413 Einwohner und damit die Einwohnerzahl seit 1991 nahezu verdreifacht. Prosperous ist eine Schlaf- bzw. Pendlerstadt für Beschäftigte in Dublin.

## Lage
Prosperous liegt etwa 32 Kilometer westsüdwestlich von Dublin und etwa 18 Kilometer nordöstlich von Kildare an der R403 von Allenwood nach Clane. Die R408 verläuft von hier nach Maynooth.
Von Nordwesten bis Nordosten der Siedlung finden sich Moorgebiete, darunter im Nordwesten das sog. Ballynafagh Bog, ein 155 Hektar großes Schutzgebiet eines Hochmoores. Nahe dem Ballynafagh Lake entspringt der Slate River. Südlich der Siedlung verläuft der Grand Canal.

## Geschichte

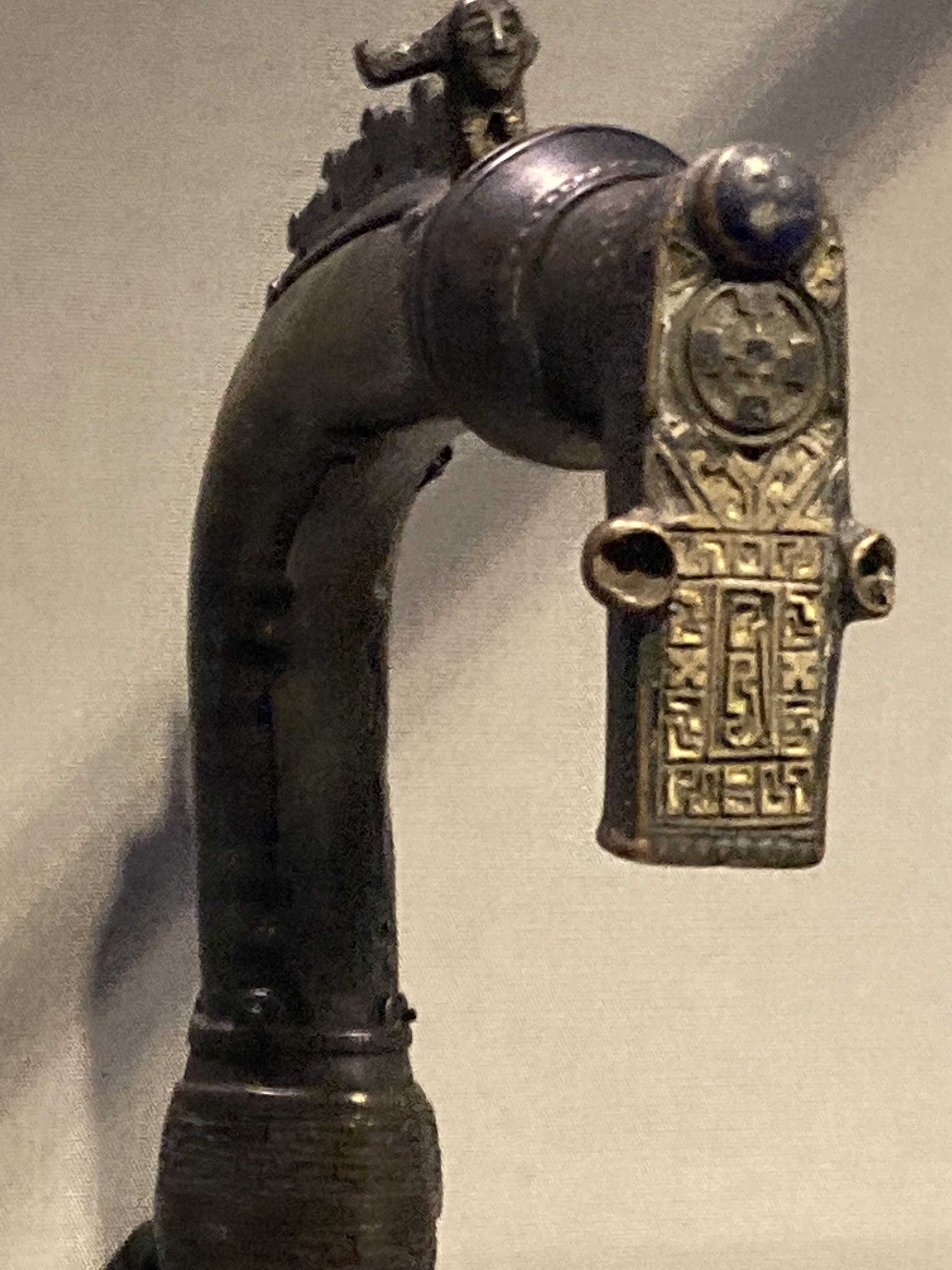
Prosperous Crozier (heute im National Museum von Dublin)

Die Siedlung wird von Erdwerken (sog. Ráths) umgeben. In dem Moorgebiet bei Prosperous wurde 1831 der sog. Prosperous Crozier, ein Bischofsstab aus dem 9./10. Jahrhundert, gefunden.
Prosperous ist eine Gründung des 18. Jahrhunderts durch den Unternehmer Robert Brooke, der hier 1780 eine Baumwollspinnerei ansiedelte, die unter anderem Pikee produzierte. Nach sechs Jahren war sein Vorhaben zum Scheitern verurteilt. Die Gläubiger ließen die Anlagen mit ihren fast viertausend Beschäftigten schließen. Brooke trat wieder in die Armee ein und wurde 1788 Gouverneur von St. Helena.
Am 24. Mai 1798 fand hier während der Irischen Rebellion das Gefecht von Prosperous statt. Unter der Führung von John Esmonde griffen hier Kämpfer der Society of United Irishmen die britische Kaserne an. Die britische Einheit wurde nahezu vollständig aufgerieben.
1837 wurde die Siedlung als „Anhäufung von ruinösen Gebäuden in einer Marsch umgeben von Mooren“ beschrieben.

## Persönlichkeiten
- Thomas Harris (1895–1974), IRA-Kämpfer und Politiker der Fianna Fáil

## Sehenswürdigkeiten
- Katholische Kirche Unser Lieben Frau und St. Joseph

## Trivia
Das Album Prosperous des Sängers und Musikers Christy Moore hat seinen Namen der Siedlung entlehnt.